# United States Pharmacopeia

La United States Pharmacopeia (USP, pharmacopée des États-Unis) est une pharmacopée (recueil d'informations sur les médicaments) pour les États-Unis publiée chaque année par la United States Pharmacopeial Convention (généralement également appelée USP), organisation à but non lucratif qui détient la marque déposée et détient également le copyright sur la pharmacopée elle-même. L'USP est publiée dans un volume combiné avec un formulaire, le National Formulary  (sous le nom de « USP-NF »).
Si un ingrédient médicamenteux ou un produit médicamenteux a une norme de qualité USP applicable (sous la forme d'une monographie USP-NF), il doit être conforme pour pouvoir utiliser la désignation USP ou NF. Les médicaments soumis aux normes USP comprennent à la fois les médicaments humains (sur prescription, en vente libre, ou autre) et les médicaments pour animaux. Les normes USP-NF ont également un rôle dans la loi fédérale américaine ; un médicament ou un ingrédient médicamenteux dont le nom est reconnu dans l'USP-NF est considéré comme falsifié s'il ne satisfait pas aux normes officinales de force, de qualité ou de pureté. L'USP établit également des normes pour les compléments alimentaires et les ingrédients alimentaires (dans le cadre du Food Chemicals Codex). L'USP n'a aucun rôle dans l'application de ses normes ; l'application relève de la responsabilité de la Food and Drug Administration (FDA) des États-Unis et d'autres autorités gouvernementales aux États-Unis.